# Mun Ji-yun
Pour les articles homonymes, voir Mun.
Dans ce nom coréen, le nom de famille, Mun, précède le nom personnel.
Mun Ji-yun, née le 19 avril 1971, est une judokate sud-coréenne. 
Elle est notamment championne du monde de judo en 1991 à Barcelone dans la catégorie des plus de 72 kg.

## Palmarès international
| Année | Compétition           | Lieu      | Résultat | Catégorie         |
| ----- | --------------------- | --------- | -------- | ----------------- |
| 1988  | Championnats d'Asie   | Damas     | 2e       | Toutes catégories |
| 1988  | Championnats d'Asie   | Damas     | 3e       | Plus de 72 kg     |
| 1990  | Jeux asiatiques       | Pékin     | 3e       | Plus de 72 kg     |
| 1991  | Championnats du monde | Barcelone | 1re      | Plus de 72 kg     |
| 1993  | Championnats du monde | Hamilton  | 3e       | Toutes catégories |